# Gebrüder Pochon
Gebrüder Pochon war eine von 1801 bis 1989 bestehende Goldschmiedewerkstatt in der Schweizer Stadt Bern.

## Firmengeschichte
1801 gründete Jean-Jacques Pochon (1769–?) in Bern eine Goldschmiedewerkstatt und legte damit den Grundstein für den Familienbetrieb, der bis 1989 bestand. Jean-Jacques Sohn, Jean Frédéric Alexis (1804–?), übernahm das väterliche Geschäft 1840 und verlegte es 1850 vom unteren Stalden an die Kramgasse. 1857 folgte mit Louis Henri Adolf Pochon (1836–1899) die dritte Generation, in der das Geschäft 1874 an die Marktgasse 55 verlegt wurde, wo es bis zu seiner Auflösung 1989 bestand. 1899 traten die Brüder Adolf (1869–1931) und Hans (1874–1941) die Geschäftsleitung an.
1926 – im Jahr des 125-Jahr-Jubiläums – wurde die Firma in eine Aktiengesellschaft umgewandelt. Die «Gebrüder Pochon AG» machte sich unter anderem einen Namen mit der Herstellung von Silber nach Entwürfen des Georg Adam Rehfues (1784–1858), dies nicht zuletzt, weil ein Teil der Werkstattausrüstung, Entwürfe, Gussmodelle und Matrizen der renommierten,  Firma «Rehfues & Cie» nach deren Auflösung 1866 an die Gebrüder Pochon übergingen.